# Bataille de Laval
Guerre de Vendée
Batailles
La bataille de Laval se déroula lors de la guerre de Vendée.

## Prélude
Après avoir traversé la Loire, les Vendéens avaient occupé Varades où leurs officiers s'étaient réunis en conseil le 19 octobre 1793. Le général en chef Maurice Gigost d'Elbée était blessé et absent, il fallait lui trouver un remplaçant, les officiers proposèrent alors le grade de généralissime à Louis de Salgues de Lescure, mais ce dernier dut décliner l'offre avançant que sa blessure était trop sérieuse. A la place, Lescure proposa de nommer Henri de La Rochejaquelein. Celui-ci, après un moment d'hésitation, finit par accepter, et il devint ainsi, à 21 ans, le général en chef des Vendéens.
Cependant, le conseil devait également décider de la marche à suivre. L'objectif était de soulever les habitants de la Bretagne et du Comté de Laval, majoritairement favorables aux royalistes. Afin de garder le contact avec Charette, Lescure proposa de marcher sur Nantes dont la garnison était fort réduite. Cependant Talmont, qui possédait de nombreuses terres dans le Comté de Laval, proposa de prendre d'abord Laval où il affirmait que l'influence qu'il avait dans cette province y provoquerait le soulèvement de plusieurs dizaines de milliers d'hommes. La Rochejaquelein accepta ce projet.

## La bataille
Le 20 octobre, l'armée se mit en marche pour Laval ; sur son passage, elle culbuta facilement les faibles garnisons d'Ingrandes et de Candé le jour même, puis celles de Segré et Château-Gontier le 21.
Le 22 octobre, les Vendéens étaient devant Laval, défendue cette fois par 6 000 hommes. Le conventionnel François Joachim Esnue-Lavallée charge 15 000 volontaires de leur en interdire l'entrée. Cependant les Républicains n'offrirent pas une défense très importante : dès le premier assaut vendéen, le général Letourneur ordonna la retraite, qui se transforma en déroute, les troupes se dispersèrent dans les campagnes.
Toutes ces victoires obtenues facilement regonflèrent le moral des Vendéens dont la population de Laval avait offert un bon accueil et se chargea de leur fournir des vivres et du ravitaillement. Les généraux vendéens décidèrent de rester quelques jours à Laval afin d'attendre des renforts et de faire reposer les troupes, exténuées par les longues marches des jours précédents. Après l'entrée des Vendéens à Laval, Mme de Monfrand réussit à sauver un grand nombre de patriotes que les soldats catholiques, irrités des massacres de Candé, voulaient mettre à mort.
Pendant ce temps, l'armée de l'Ouest ne traversa la Loire à Angers et Nantes que le 22 octobre, laissant derrière elle Haxo pour combattre Charette.
Dans ces circonstances, les administrateurs du département de la Mayenne, pour éviter que les détenus, prêtres réfractaires et suspects, parmi lesquels se trouvaient quelques patriotes, soient délivrés par les Vendéens, résolurent de les faire conduire loin du théâtre de la guerre.

## Sources
- Émile Gabory, Les Guerres de Vendée, Robert Laffont, édition de 2009, p. 287-288.
- Charles-Louis Chassin, La Vendée Patriote (1793-1800), Tome III, édition Paul Dupont, 1893-1895, p. 237-238.
- Yves Gras, La guerre de Vendée : 1793-1796, Paris, Economica, coll. « Campagnes et stratégies », 1994, 184 p. (ISBN 978-2-7178-2600-5), p. 96-99.
- Jean Tabeur, Paris contre la Province, les guerres de l'Ouest, éditions Economica, 2008, p. 155-157.
- Étienne-Louis Couanier de Launay, Histoire de Laval (818-1855), Imp. Godbert, 1856, 608 p. [détail des éditions] (lire en ligne)